# Джонс, Алфред (футболист, 1861)
А́лфред Джордж Джонс (англ. Alfred George Jones; 15 января 1861 — 15 октября 1935) — английский футболист, защитник. Выступал за футбольные клубы «Уолсолл Свифтс», «Грейт Ливер», «Бернли», «Астон Вилла», «Уолсолл Таун» и «Уолсолл Таун Свифтс», а также за национальную сборную Англии.

## Клубная карьера
Уроженец Уолсолла (графство Стаффордшир), Джонс начал играть в футбол за местные команды. С 1879 года выступал за «Уолсолл Свитфс».
В 1883 году Джонс покинул «Уолсолл Свифтс», перейдя в профессиональный клуб «Грейт Ливер», однако в том же году его дисквалифицировали до января 1884 года, и он решил вернуться в «Уолсолл Свифтс», где провёл последующие два года. 
В феврале 1885 года Джонс перешёл в «Бернли», но выступал за команду непродолжительное время, и в том же году стал игроком бирмингемского клуба «Астон Вилла». Провёл за команду два официальных матча в Кубке Англии: 17 октября против «Уолсолл Таун» и 14 ноября 1885 года против «Дерби Каунти».
В 1886 году перешёл в «Уолсолл Таун» (ещё один клуб из Уолсолла), за который выступал два года. В 1888 году «Уолсолл Таун» и «Уолсолл Свифтс» объединились под новым названием «Уолсолл Таун Свифтс» (спустя восемь лет этот клуб приобрёл современное название «Уолсолл»). Джонс не пропустил ни одной игры этого клуба в первых двух сезонах с момента его основания: в сезоне 1888/89 он провёл 14 матчей в Альянсе Мидленда, а в сезоне 1889/90 он сыграл все 22 матча и забил 1 гол в рамках Футбольного альянса. Алфред Джонс является единственным футболистом, сыгравшим за все три клуба Уолсолла: «Свифтс», «Таун» и «Таун Свифтс».

## Карьера в сборной
11 марта 1882 года дебютировал за национальную сборную Англии, выйдя на поле стадиона «Хэмпден Парк» в игре против сборной Шотландии. В той игре шотландцы разгромили англичан со счётом 5:1.
13 марта 1882 года провёл свою вторую игру за сборную Англии. Это был матч против сборной Уэльса на стадионе «Рейскорс Граунд» в Рексеме. Уже 3-й минуте игры хавбек англичан Чарльз Бэмбридж получил вывих плеча во время столкновения с соперником, и вынужден был покинуть поле. Замены на тот момент не допускались правилами, поэтому почти всю игру англичане провели вдесятером. К перереву Англия вела в счёте (2:1), но во втором тайме пропустила четыре мяча (один из которых был автоголом Алфреда Джонса), а забила только один. В результате валлийцы победили со счётом 5:3, одержав свою первую победу над англичанами.
10 марта 1883 года провёл свой третий и последний матч за сборную Англии. Это была игра против Шотландии на стадионе «Брэмолл Лейн» в Шеффилде. В ней англичане уступили шотландцам со счётом 2:3. В одном из отчётов утверждается: «снег с газона был сметён перед матчем, но стоял сильный мороз, и поле, хотя и немного оттаявшее на солнце, было очень опасным». При этом игра «на твёрдом и скользком грунте» была «очень быстрой».

## Достижения
«Уолсолл Свифтс»
- Обладатель Кубка Уолсолла: 1879/80, 1880/81
- Обладатель Большого кубка Бирмингема[англ.]: 1880/81
- Финалист Большого кубка Бирмингема: 1883/84, 1884/85